# 兵庫県道546号上ノ波賀線
兵庫県道546号上ノ波賀線（ひょうごけんどう546ごう かみのはがせん）は、兵庫県宍粟市を通る一般県道である。

## 概要
宍粟市山崎町上ノから宍粟市波賀町小野に至る。山崎・波賀両地区の間は未開通で通行不能となっている。他の区間も農道・林道の趣が強く、幅員狭く通行には支障が伴う。

### 路線データ
- 起点：宍粟市山崎町上ノ（兵庫県道429号岩野辺山崎線交点）
- 終点：宍粟市波賀町小野（国道29号交点）
- 総延長：11.312 km
- 通行不能区間：宍粟市山崎町上ノ - 宍粟市波賀町小野

## 地理

### 通過する自治体
- 兵庫県
  - 宍粟市

### 交差する道路
| 交差する道路                    | 交差する場所 | 交差する場所 |
| ------------------------------- | ------------ | ------------ |
| 兵庫県道429号岩野辺山崎線未供用 | 山崎町上ノ   | 起点         |
| 通行不能区間                    |              |              |
| 国道29号                        | 波賀町小野   | 終点         |

### 沿線
- 河原山渓谷
- 延ヶ滝
- 大栃ノ木（県指定）
- 野々隅原
- はが小野ログハウス村
- 小野ふれあい農園